# Abtei Saint-Paul-de-Mausole

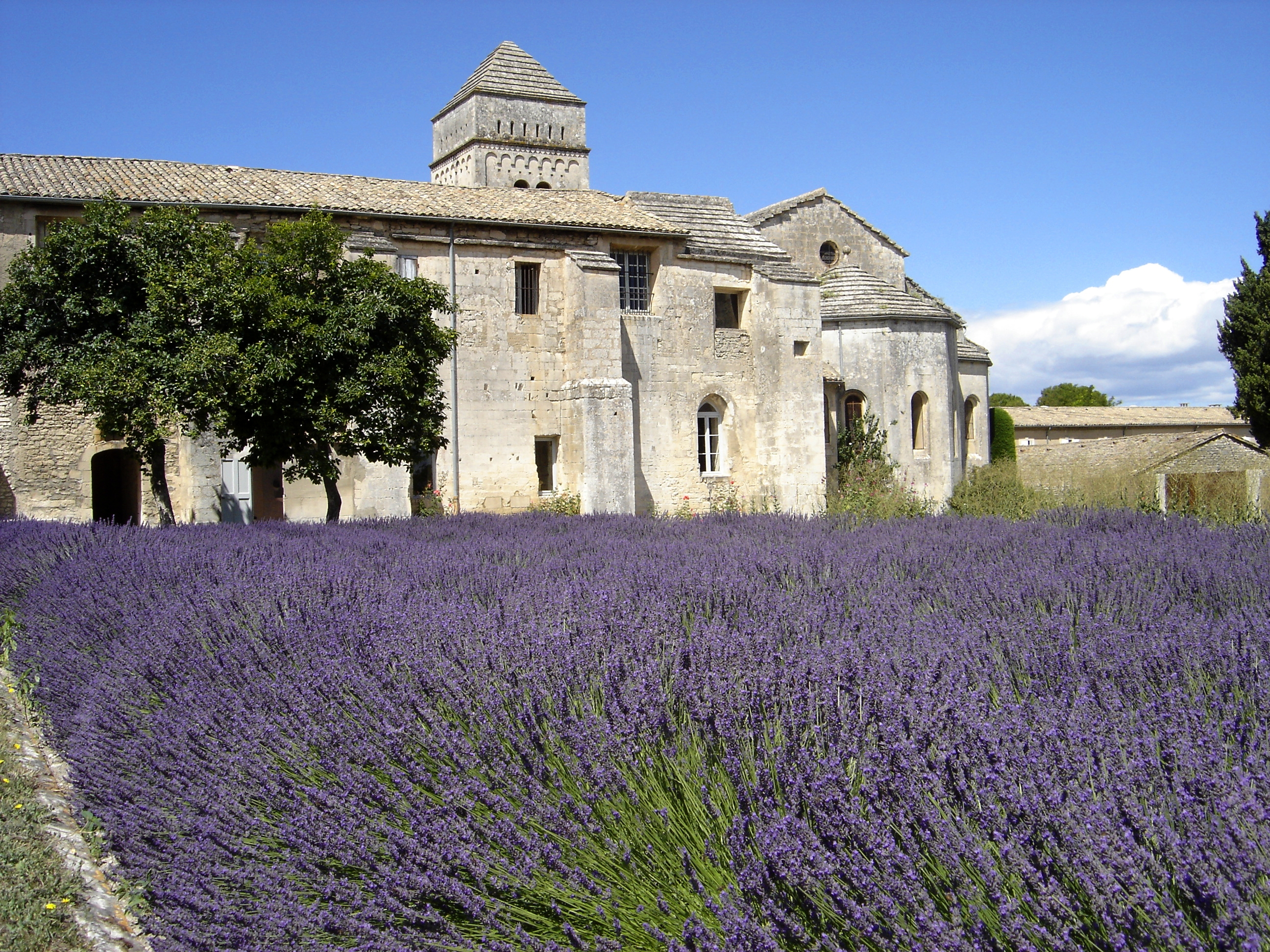
Chorhaupt der Kirche

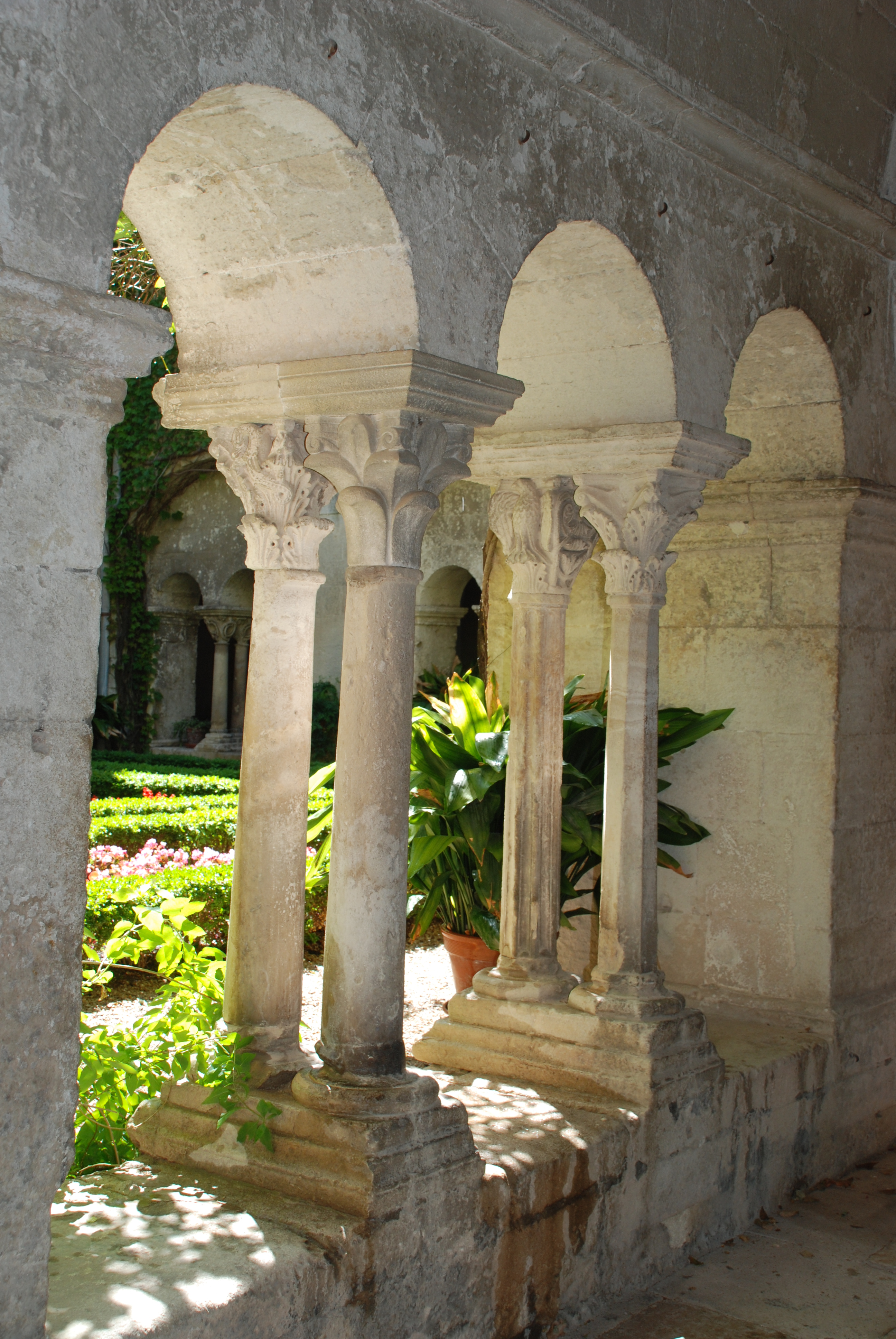
Kreuzgang des Klosters

Die Abtei Saint-Paul-de-Mausole in Saint-Rémy-de-Provence, einer französischen Gemeinde im Département Bouches-du-Rhône in der Region Provence-Alpes-Côte d’Azur, wurde im 11./12. Jahrhundert errichtet. Die Abtei ist seit 1883 ein geschütztes Baudenkmal (Monument historique).

## Geschichte
Die in der Nähe der antiken Stadt Glanum gelegene Abtei war zunächst seit 982 ein Priorat der Abtei Saint-André de Villeneuve-lès-Avignon und wurde 1080 in ein Augustiner-Chorherren-Stift umgewandelt. Seit 1117 ist es nach dem nahe gelegenen Mausoleum der Julier benannt. 1316 wurde das Stift dem Domkapitel der Kathedrale von Avignon unterstellt. 1605 übernahmen die Franziskaner das Kloster, wo sie ein Asyl einrichteten.

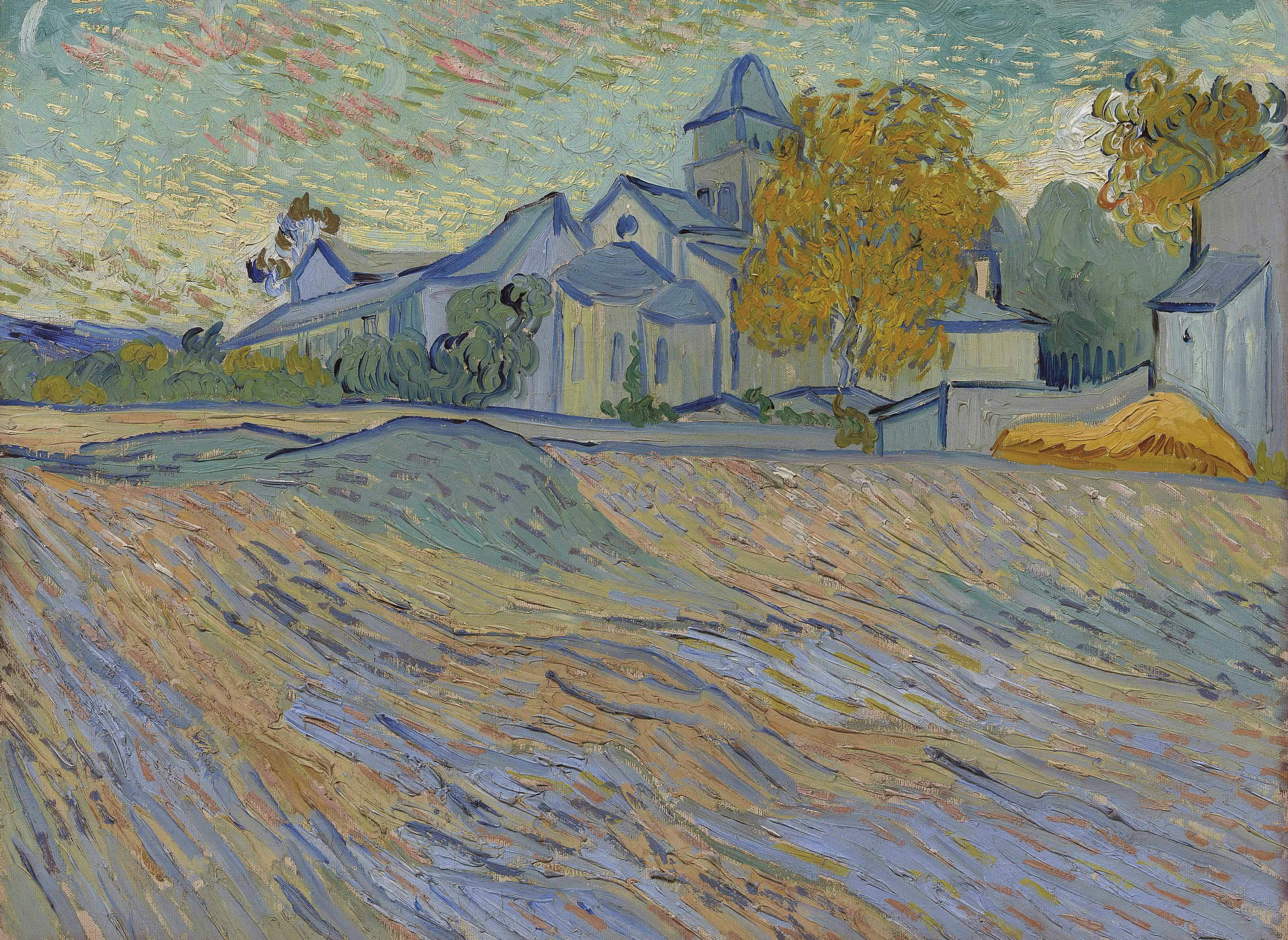
Das Kloster gemalt von Vincent van Gogh

Vom 3. Mai 1889 bis zum 16. Mai 1890 lebte Vincent van Gogh im Kloster, das nach der Französischen Revolution in eine private Nervenheilanstalt umgewandelt worden war. Heute nennt sich die Heilanstalt „Maison de Santé de Saint-Paul“.

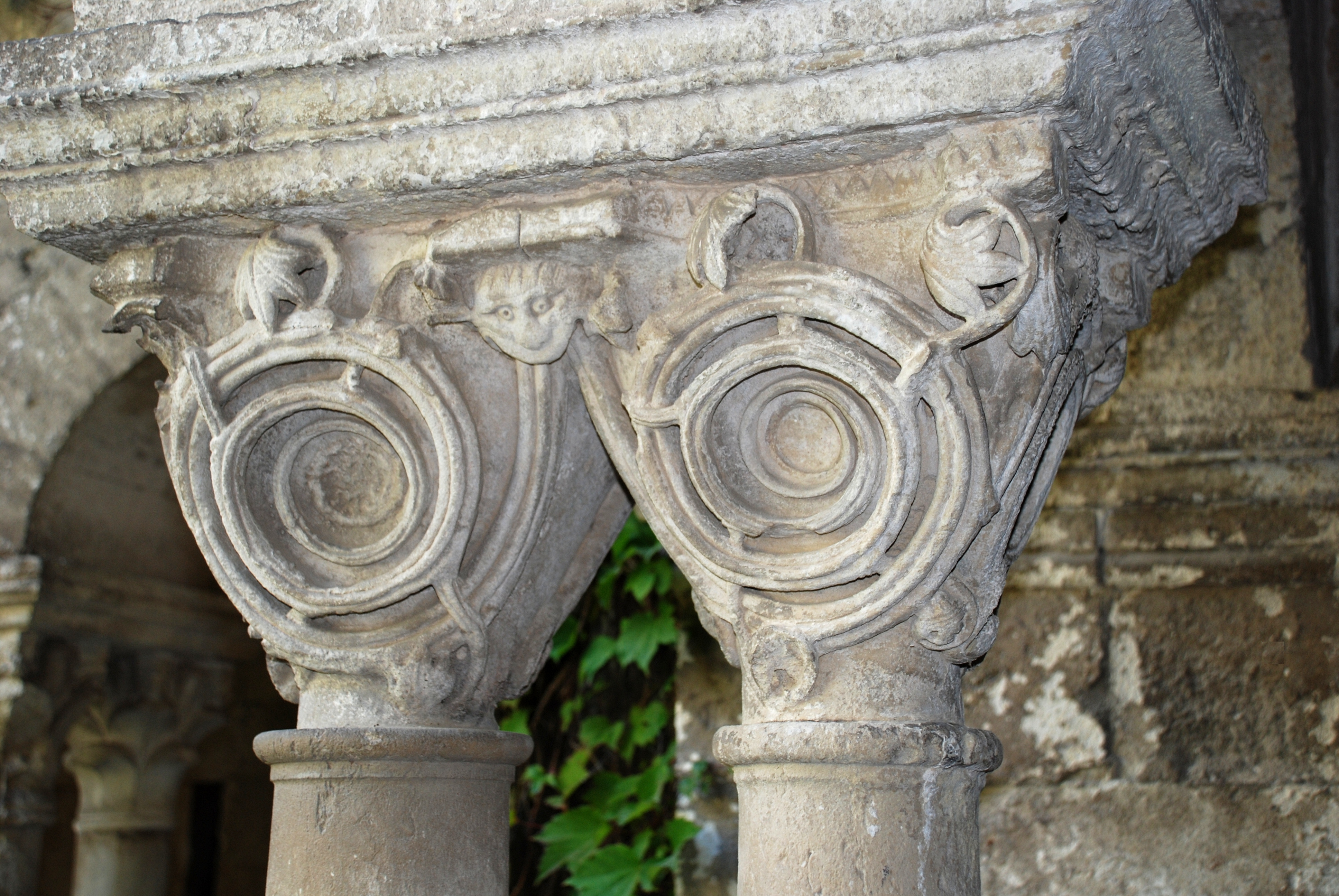
Kapitelle im Kreuzgang

## Architektur
Die schlichte Kirche, deren Fassade im 18. Jahrhundert verändert wurde, besitzt ein Langhaus, zwei schmale Seitenschiffe mit einem Vierteltonnengewölbe und einen Chor mit drei Apsiden. Der zwischen 1140 und 1150 errichtete Kreuzgang aus fein bearbeiteten Quadersteinen mit wuchtigen Pfeilern und Doppelsäulen in den Bogenstellungen ist erhalten geblieben. Im älteren Nord- und Ostflügel weisen die Kapitelle Blattschmuck auf und die am Ende des 12. Jahrhunderts entstandenen Kapitelle des West- und Südflügels sind mit vielzähligen antiken Schmuckformen (Blattwerk, Tiere, Masken etc.) versehen.
Der mit Lisenen verzierte quadratische Glockenturm besitzt an allen Seiten Zwillingsfenster.